# Schloss Löfstad

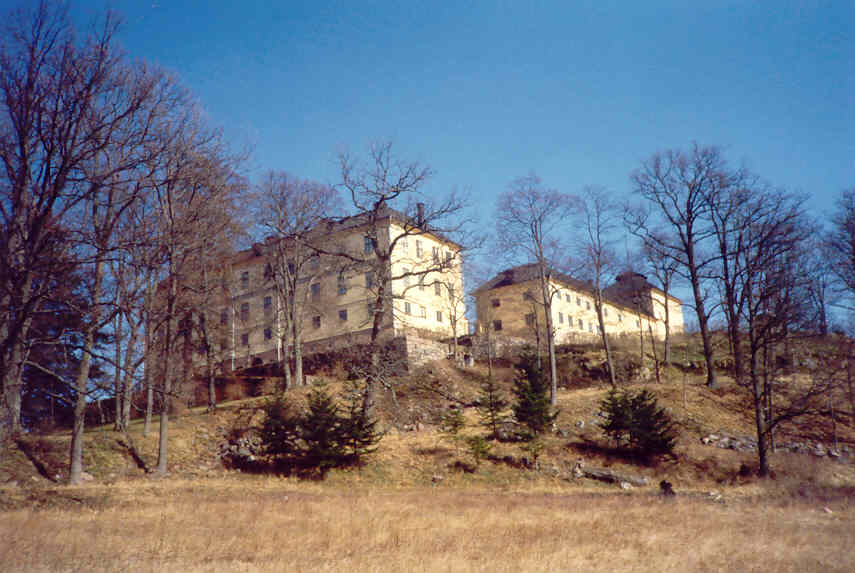
Schloss Löfstad

Schloss Löfstad liegt etwa neun Kilometer südwestlich der schwedischen Stadt Norrköping in Östergötland nahe der Europastraße 4 in Richtung Linköping. 
Löfstad ist seit dem 15. Jahrhundert bekannt, aber das heutige Schloss wurde ab 1637 im Auftrag des Feldmarschalls Axel Lillie errichtet. Das Schloss besteht aus einem dreistöckigen Mittelteil und zwei langgestreckten zweigeschossigen Flügeln, die mit Türmen versehen sind. Zwischen 1670 und 1680 wurde das Schloss modernisiert, aber das endgültige Aussehen bekam es erst nach einem schweren Brand in der Mitte des 18. Jahrhunderts. Um 1800 ließ die Schlossherrin Sophie Piper einen englischen Park anlegen.
Die letzte Besitzerin Emilie Piper vererbte das Schloss dem schwedischen Ritterhaus. Seit ihrem Tod 1926 ist das Schloss und vor allem dessen Einrichtung unverändert erhalten und kann in Führungen besichtigt werden. Das Schloss wurde 1983 als Byggnadsminne in die Liste schwedischer Kulturdenkmäler aufgenommen.